# Base Erosion and Profit Shifting
Con il termine inglese Base Erosion and Profit Shifting (BEPS) si indicano le strategie di natura fiscale internazionale attuate da alcune imprese multinazionali al fine di traslare i profitti da paesi ad alta tassazione a paesi a tassazione ridotta o nulla.
Nel momento in cui un determinato reddito (o profitto) viene trasferito in un paese a tassazione ridotta (cosiddetto "paradiso fiscale") la base imponibile viene erosa e di conseguenza l'impresa non è soggetta alla tassazione del paese che sta generando il reddito.
Nonostante un grande numero di azioni siano ritenute illegali, la maggior parte di queste non lo sono e vanno contrastate tramite la correzione delle asimmetrie legislative dei vari sistemi tributari che sviluppano fenomeni come la doppia non imposizione che, le attuali previsioni in materia non sono in grado di contrastare adeguatamente.
Spesso queste tecniche vengono poste in essere da multinazionali che, eludendo le normative vigenti, trasferiscono i loro profitti in paesi a bassa fiscalità.

## PropostaAction Plan on a Base Erosion and Profit Shifting
L'OCSE in occasione dell'incontro del G20 ha presentato il report Action Plan on a Base Erosion and Profit Shifting con il quale si vuole contrastare le strategie di natura fiscale internazionale attuate da alcune imprese multinazionali al fine di erodere la base imponibile (base erosion) e sottrarre imposte al fisco.

### Origini della proposta
L'Action Plan è volto a contrastare l'evasione fiscale internazionale posta in essere da multinazionali che riescono a sfruttare delle asimmetrie normative ed eludere i sistemi fiscali spostando i loro profitti in paesi a bassa fiscalità (i c.d. paradisi fiscali).
A seguito delle gravi crisi fiscali che si sono susseguite a livello internazionale, si è costituito un gruppo costituito dai Governatori delle Banche Centrali e dai Ministri delle Finanze dei 19 paesi più industrializzati (c.d. G20).
I principali Stati coinvolti si sono riuniti in diverse occasioni per discutere di questioni di rilevanza internazionale tra cui rientra altresì la dichiarazione finale del Summit del G20 riunito nel giugno 2012 in Messico il cui esito corrisponde all'assunzione, da parte dei Leader, dell'impegno volto a contrastare il fenomeno dell'erosione della base imponibile.
L'impegno assunto dai Ministri si trasformò in un vero e proprio mandato all'OCSE con l'obiettivo di elaborare azioni concrete dirette a contrastare le strategie di erosione fiscale poste in essere dalle multinazionali.
Nel marzo 2013 l'OCSE ha pubblicato il rapporto “Adressing Base Erosion and Profit Shifting” in cui si analizzano i principali problemi discussi nel G20 delineando alcune azione volte a contrastare il fenomeno.
A seguito di una precisa analisi circa il contrasto delle moderne pratiche commerciali poste in essere dalle multinazionali, il rapporto si conclude affermando che le soluzioni proposte corrispondono ad azioni difficilmente attuabili in pratica, tuttavia l'OCSE sta lavorando all'elaborazione di strumenti internazionali adeguati ad affrontare il fenomeno BEPS.
Successivamente, in occasione del G20 svoltasi a Mosca il 19-20 luglio 2013 l'OCSE ha presentano l'Action Plan volto alla revisione completa del sistema di tassazione fiscale internazionale al fine di garantire che i profitti delle imprese in cui le attività economiche siano effettivamente svolte e dove viene creato il valore aggiunto.

### I tre pilastri fondamentali
L'Action Plan delinea le 15 principali azioni volte al raggiungimento degli obiettivi del progetto BEPS che si fondano su tre pilastri fondamentali:
I. attribuire coerenza ai regimi fiscali nazionali in materia di attività trans-nazionali;
II. riallineamento della tassazione tramite la localizzazione delle attività produttive;
III. perseguire il criterio della trasparenza, migliorare lo scambio di informazioni al fine di garantire certezza del diritto.

### Le 15 azioni

#### Primo pilastro
- Azione 1 "Economia digitale": la prima azione presenta una spiegazione circa l'economia digitale alla quale si attribuisce un'importanza centrale all'interno del più ampio sistema economico: si sostiene che questa sia parte integrante dell'economia e che quindi debba essere considerata unitariamente alla definizione di economia. Si passa poi all'analisi del problema per cui il sistema fiscale così come oggi si presenta risulta essere inadeguato a colpire i redditi prodotti dalle multinazionali e appare necessario il ricorso a nuovi strumenti in grado di adottare un approccio più generale.[7]
- Azione 2 "Hybrid Mismatch arrangements": al fine di ridurre le strategie messe in campo dalle multinazionali dirette ad eludere il sistema fiscale, è necessario procedere all'elaborazione di alcuni strumenti; i propongono a tal fine gli Hybrid mismatch Arrangements.[8]
- Azione 3 "Regole su società controllate estere": con cui si vuole intensificare l'incisività di determinate regole circa le società estere controllate che sfuggono alla attuale legislazione fiscale; il primo passo è quello di procedere all'elaborazione di una definizione di queste e l'individuazione di caratteri e requisiti in grado di identificarle.[9]
- Azione 4 "Transazioni finanziarie infragruppo": per meglio monitorare il fenomeno dell'erosione della base imponibile provocata dalla deduzione di interessi, lo strumento da utilizzare corrisponde all'introduzione di limiti, cioè percentuali che non possono essere superati.[7]
- Azione 5 "Pratiche fiscali dannose": le pratiche fiscali dannose sono molto diffuse e provocano l'erosione della stabilità del sistema finanziario e del principio di trasparenza e devono essere limitate tramite l'elaborazione di canoni fissi e condivisi dai diversi stati che consentano di accedere regimi di favore ed escludere contribuenti che non hanno diritto all'accesso di queste misure. Al fine di un'elaborazione condivisa dagli dati è fondamentale uno scambio reciproco di informazioni circa le modifiche da apportare alle procedure fiscali.[8]

#### Secondo pilastro
- Azione 6 "Clausole antiabuso": al fine di regolamentare l'accesso dei contribuenti al sistema di concessione dei benefici e impedire l'accesso in casi non adeguati, si è elaborato il sistema della clausole antiabuso con cui si intende definire criteri fissi al fine di evitare il "traety shopping" (fenomeno per cui un contribuente non possessore di residenza in nessuno degli stati che ha stipulato il trattato in materia di tasse mira ad ottenere benefici di tipo fiscale che invece sono riservate ai cittadini residenti).[7]
- Azione 7 "Stabile organizzazione": la nozione di stabile organizzazione (sia materiale che personale) deve essere modificata in quanto, la versione meno recente, non è aggiornata delle moderne dinamiche di mercato che si sono susseguite. Una delle innovazioni che si intendono apportare concerne la stabile organizzazione di tipo personale al fine di evitare che col termine "agenti indipendenti" possano essere identificati anche coloro che detengono il potere di concludere contratti in nome di un'impresa straniera.[10]
- Azioni 8-9-10 "Transfer Pricing": le regole sul transfer pricing consentono una corretta determinazione della tassazione dei profitti rispetto alle attività economiche che li hanno generati. Sono già presenti dei criteri che si prefiggono di risolvere questo tipo di problema, tuttavia queste si sono rivelate insufficienti e suscettibili di manipolazioni da parte di multinazionali che fanno emergere profitti in paesi in cui è semplice accedere a varie tipologie di vantaggi fiscali, e non dove ha luogo l'attività d'impresa. In particolare le azioni sono così strutturate:[3]
  - L'azione 8 si concentra sulle transazioni aventi ad oggetto beni immateriali;[7]
  - L'azione 9 afferma che la ripartizione dei rischi sia possibile solo in presenza di un'impresa associata in grado di prendere decisioni ed esercitare un controllo sul rischio stesso ed eventualmente di farvi fronte con risorse proprie;[3]
  - L'azione 10 individua le aree geografiche ad alto rischio di erosione della base imponibile e propone strategie per contrastare il fenomeno.[11]

#### Terzo pilastro
- Azione 11 "Misurare il BEPS" : per poter misurare gli sviluppi futuri del piano e la sua concreta applicazione si ritiene altresì necessaria l'elaborazione di 6 indici che consentano di monitorare l'andamento del piano. Un aiuto in questo senso può essere avanzato gli Stati tramite tramite una maggior accuratezza nel processo di raccolta dei dati. Per meglio omologare il lavoro di raccolta di informazioni il piano fornisce una guida e criteri specifici al fine di facilitare i funzionari pubblici preposti nello studio degli effetti delle diverse azioni del piano adottate nei singoli Paesi.[7]
- Azione 12 "Regole di disclosure": questa azione concerne la condivisione, tra le varie Amministrazioni finanziarie, delle metodologie strutturate e degli schemi di pianificazione fiscale aggressiva rilevati e attuati da parte dei contribuenti. A tal proposito viene fornita agli stati una struttura modulabile in base alle differenti esigenze che consenta l'individuazione tempestiva delle informazioni utili alla ricerca di tali fenomeni e intraprendere adeguate attività di contrasto.[7]
- Azione 13 "Documentazione in materia di transfer pricing": con questa azione si obbligano le imprese multinazionali alla redazione di un rapporto contenente le imposte versate dai contribuenti residenti in diversi stati per poter rendere più agevole il compito delle Amministrazioni di individuare le Aree a maggior rischio di elusione ed elaborare adeguati strumenti di controllo per contrastare il fenomeno. Per l'attuazione di questo obiettivo si è previsto:[7]
  - un master file al quale hanno accesso le Amministrazioni dei principali paesi;
  - un local file per ogni paese;
  - rapporto Country by country con cui le imprese multinazionali sono tenute a fornire annualmente informazioni sui redditi, sulle tasse pagate e su altri indicatori richiesti.[7]

- Azione 14 "Risoluzione delle controversie": lo scopo perseguito dall'azione 14 è quello di agevolare le procedure di risoluzione dei conflitti tramite lo sviluppo di modalità di risoluzione delle controversie innovative.[3]
- Azione 15 "Strumento multilaterale": l'ultima azione del piano ha la finalità di limitare i contratti bilaterali a fronte dell'elaborazione di strumenti multilaterali in grado di apportare modifiche ai trattati in modo da rendere più rapida l'attività di applicazione delle misure studiate per il contrasto di fenomeni elusivi. Tramite questi strumenti è possibile affrontare in maniera innovativa le problematiche internazionali che interessano il settore fiscale.[12]